# Mieczysław Wilczewski
Mieczysław Stefan Wilczewski (30 de outubro de 1932 – 8 de dezembro de 1993) foi um ciclista profissional polonês. Venceu a edição de 1953 da Volta à Polônia. Na década de 1970, Wilczewski emigrou para os Estados Unidos e faleceu em Cocoa Beach, Califórnia, em 1993.